# Kállói Béla
Kállói Béla, Kosztelnik (Budapest, 1913. június 16. – Mexikó, 1970) kétszeres magyar bajnok labdarúgó, hátvéd, edző.

## Pályafutása
Játékosként
1927-ben az MTK-ban kezdett futballozni. Öt évig szerepelt az MTK amatőr csapatában. A profiknál a Hungáriában csak néhány alkalommal kapott lehetőséget. 1933-tól a francia Le Havre játékosa volt. Hazatérte után a másodosztályú Zuglóhoz igazolt, majd 1936 elejétől a Soroksár labdarúgója volt. 1936 őszén ismét a Hungária szerződtette. Itt nem kapott sok lehetőséget, ezért Csepelre igazolt. Tagja volt az 1941–42-es és az 1942–43-as idényben bajnoki címet szerzett az együttesnek. 1944-ben a MÁVAG-hoz igazolt.
Edzőként
1949-50-ben a Pesterzsébeti Vasas edzője volt. 1952-ben a Vörös Lobogó Sortex trénere volt. 1953-ban a Bp. Lokomotív csapatát vezette. Az 1955-ös idényben a Csepel vezetőedzője volt. 1956-ban a Miskolci Törekvés edzője volt.
1956-ban Kallói Béla az osztrák határon keresztül menekült el a kommunizmus elől, és Buenos Airesbe, Argentínába érkezett, majd onnan Santiagóba, Chilébe emigrált.

## Sikerei, díjai
- Magyar bajnokság
  - bajnok: 1941–42, 1942–43